# Decathlon (winkel)
Decathlon is een internationale sportwinkelketen met hoofdzetel in Frankrijk en opgericht in 1976. Decathlon is onderdeel van de in 2008 opgerichte Oxylane Group, ondertussen Groupe Decathlon, die ook de huismerken van de keten produceert.

## Formule
De Decathlonwinkels hebben vaak een vloeroppervlak van enkele duizenden vierkante meters. In deze winkels zijn sport-, kampeer- en trektochtspullen te vinden. Ze bieden meer dan 68 verschillende sporten aan. Ze richten zich op sporten voor iedereen mogelijk te maken met prijzen van laag naar hoog. Daarnaast is er vaak een ruimte waar de producten getest kunnen worden, en bevindt zich in elke winkel een werkplaats voor onder andere herstellingen. Decathlon heeft ook haar eigen sportmerken, Quechua (trekking en kamperen), Wed'ze (wintersport), Domyos (fitness), Kalenji (hardlopen), Kipsta (voetbal), B'Twin (gebruiks- en kinderfietsen), Triban (comfortabele racefietsen), Van Rysel (competitieve racefietsen), Rockrider (mountainbike), Nabaiji (watersport). Daarnaast zijn er steeds meer sportartikelen en kleding met een ECO design gemaakt van gerecyclede materialen.

Tijdelijke naamsverandering

## Tijdelijke naamsverandering
Sinds oktober 2022 heetten drie vestigingen van Decathlon in België gedurende een maand Nolhtaced. Dit deed de winkelketen om omgekeerd winkelen te promoten. Sindsdien koopt de keten sportgerief van klanten terug, zelfs als dat niet bij Decathlon werd aangekocht. Hierbij willen ze hergebruik aanmoedigen.

## Winkels
Decathlon heeft anno 2015 meer dan 1000 vestigingen wereldwijd.
Overzicht aantal vestigingen per land:
| Land                | Aantal |
| ------------------- | ------ |
| Frankrijk           | 304    |
| China ( Taiwan: 8)  | 184    |
| Spanje              | 148    |
| Italië              | 109    |
| Polen               | 45     |
| Rusland             | 43     |
| België              | 38     |
| India               | 38     |
| Duitsland           | 35     |
| Portugal            | 29     |
| Verenigd Koninkrijk | 26     |
| Nederland           | 21     |
| Brazilië            | 20     |
| Hongarije           | 19     |
| Turkije             | 19     |
| Roemenië            | 18     |
| Tsjechië            | 11     |
| Thailand            | 9      |
| Mexico              | 7      |
| Oostenrijk          | 6      |
| Bulgarije           | 4      |
| Kroatië             | 4      |
| Marokko             | 4      |
| Slowakije           | 4      |
| Zuid-Afrika         | 4      |
| Australië           | 3      |
| Slovenië            | 3      |
| Singapore           | 2      |
| UAE                 | 2      |
| Zweden              | 2      |
| Koeweit             | 1      |
| Libanon             | 1      |
| Maleisië            | 1      |
| Totaal              | 1125   |